# QR code EPC
Le Quick Response code du conseil européen des paiements sont les instructions pour la création du code QR du conseil européen des paiements qui définit le contenu d'un code QR qui peut être utilisé pour initier des virements SEPA  au sein de l'espace unique de paiement en euros. Ce code QR contient toutes les informations nécessaires sous forme textuelle. 
Des codes QR compatibles avec ces instructions sont utilisés sur de nombreuses factures et demandes de paiement dans les pays qui le supportent, permettant à des dizaines de millions de personnes de payer sans nécessiter de saisie manuelle des données, menant à une réduction des taux d'erreurs de saisie. 
Les instructions sont fournies par le Conseil européen des paiements (EPC) et par la Fédération finlandaise des services financiers (FFI).

## Exemples
| Code de service:      | BCD                        |
| Version:              | 001                        |
| Jeu de caractères:    | 1                          |
| Identification:       | SCT                        |
| BIC:                  | BPOTBEB1                   |
| Nom:                  | Red Cross of Belgium       |
| IBAN:                 | BE72000000001616           |
| Montant:              | EUR1                       |
| Reason (4 chars max): | CHAR                       |
| Ref of invoice:       | Empty line or REFINVOICE   |
| Or text:              | Urgency fund or Empty line |
| Information:          | Sample QR code             |

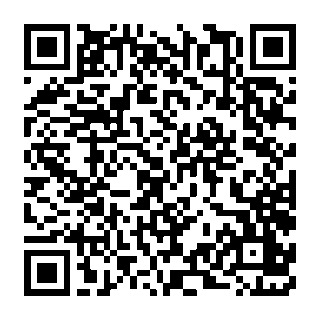
Code QR de l'EPC pour payer 1 € à la Croix-Rouge de Belgique

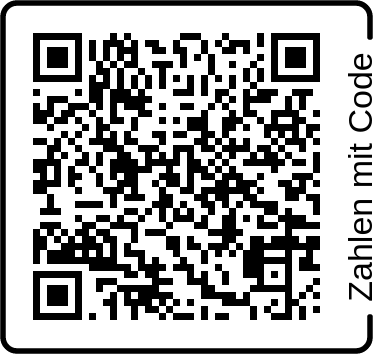
Code QR de l'EPC pour payer 1 € à la Croix-Rouge d'Autriche

Ainsi la chaine du QR code pourra être
```
BCD
001
1
SCT
BPOTBEB1
Red Cross of Belgium
BE72000000001616
EUR1
CHAR

Urgency fund
Sample QR code

```

## Historique
Au cours de l'année 2012, Stuzza définit le contenu d'un code QR qui peut être utilisé pour initier les transferts d'argent au sein de l'espace unique de paiement en euros. 
En février 2013, le conseil européen des paiements (EPC) publie le document Quick Response Code : Guidelines to Enable Data Capture for the Initiation of a Credit Transfer. Ces instructions furent rapidement adoptées par les banques autrichiennes. Ces codes QR peuvent être reconnus grâce aux mots « Zahlen mit code » sur le bord droit. Ces instructions sont ensuite utilisées en Finlande (2015), en Allemagne (2015), aux Pays-Bas (2016) et en Belgique (2016).

## Générateurs
Différents générateurs sont disponibles en ligne pour générer des codes QR compatibles avec les instructions de l'EPC.
Voir quelques exemples ci-dessous:
- « QR Transfer »